# Virgilijus Alekna
Virgilijus Alekna (Terpeikiai, 13 febbraio 1972) è un politico ed ex discobolo lituano.
Ha vinto due medaglie d'oro ai Giochi Olimpici: alle Olimpiadi di Sydney 2000 e Atene 2004. Il suo record personale è 73,88 m, terza prestazione mondiale di sempre, 20 cm dietro il precedente record mondiale di Jürgen Schult, battuto nel 2024 dal figlio di Alekna, Mykolas.
Il 28 agosto 2003 gli venne conferita, dal governo lituano, la Gran Croce dell'Ordine del Granduca Gediminas. Nel 2007 è stato nominato dall'UNESCO Champion for Sport.
Dal 1995 ha servito anche come guardia del corpo del primo ministro lituano. Ha sposato l'ex saltatrice in lungo Kristina Sablovskyte ed ha due figli: Martynas e Mykolas.

## Biografia

### Inizi

#### Prime esperienze internazionali (1994-1995)
Nel 1994, a Kaunas, raggiunse la misura di 64,20 metri. Giunto ai campionati europei di Helsinki, non riuscì a qualificarsi per la finale lanciando solo alla misura di 56,38 e rimanendo quindi in 17ª posizione.
L'anno successivo, ai campionati mondiali di Göteborg, non riuscì ancora a qualificarsi per la finale raggiungendo solo il diciannovesimo posto con 59,20 metri.

### Affermazione internazionale
Dalla metà degli anni novanta Alekna divenne uno dei leader mondiali della specialità. Tra i tanti duelli, quelli con il tedesco Lars Riedel furono i più avvincenti ed importanti.

#### L'esordio olimpico (1996-1997)
Dopo una stagione a buon livello, nel mese di agosto fece il suo esordio olimpico alle Olimpiadi di Atlanta 1996.
Giunto in finale raggiunse la quinta posizione battendo anche il primatista mondiale Jürgen Schult.
Nel 1997, durante la stagione indoor decise di partecipare ai Campionati mondiali indoor di Parigi nel getto del peso raggiungendo la diciassettesima posizione con 18,90 m.
Più tardi partecipò ai Campionati mondiali di Atene dove si qualificò per la finale con la miglior misura a 65,22.
Il giorno successivo conquistò la quarta posizione grazie ad un lancio a 66,70, suo primato stagionale.
Pochi giorni dopo, a Bellinzona, riuscì a migliorarsi ulteriormente raggiungendo la misura di 67,70, risultato che lo piazzò ai vertici delle liste mondiali dell'anno.
Il mese successivo, partecipò per la prima volta alla IAAF Grand Prix Final classificandosi quinto con un lancio a 63,76 metri.

#### Dagli europei di Budapest ai mondiali di Siviglia (1998-1999)
Nella stagione 1998, ai Campionati europei di Budapest conquistò la medaglia di bronzo dietro ai tedeschi Lars Riedel e Jürgen Schult con un lancio a 66,46.
Sul finire della stagione, l'atleta lituano venne convocato per rappresentare l'Europa in Coppa del mondo che in quell'anno si tenne a Johannesburg, in Sudafrica.
Grazie ad un lancio a 69,66 vinse la competizione e siglò anche il suo primato personale ed il nuovo record nazionale e dei campionati.
L'anno successivo, nel corso della stagione outdoor, partecipò a numerosi meeting internazionali raggiungendo poi, nel mese di settembre, al DBK-ISTAF di Berlino la misura di 68,25.
Ai Campionati mondiali di Siviglia 1999 si qualificò per la finale con la miglior misura a 65,86. In finale raggiunse la quarta posizione grazie ad un lancio a 67,53, suo primato stagionale.
Dopo nemmeno un mese, alla IAAF Grand Prix Final, si classificò secondo lanciando a 66,65 metri.

### Successi

#### Il primo titolo olimpico (2000)

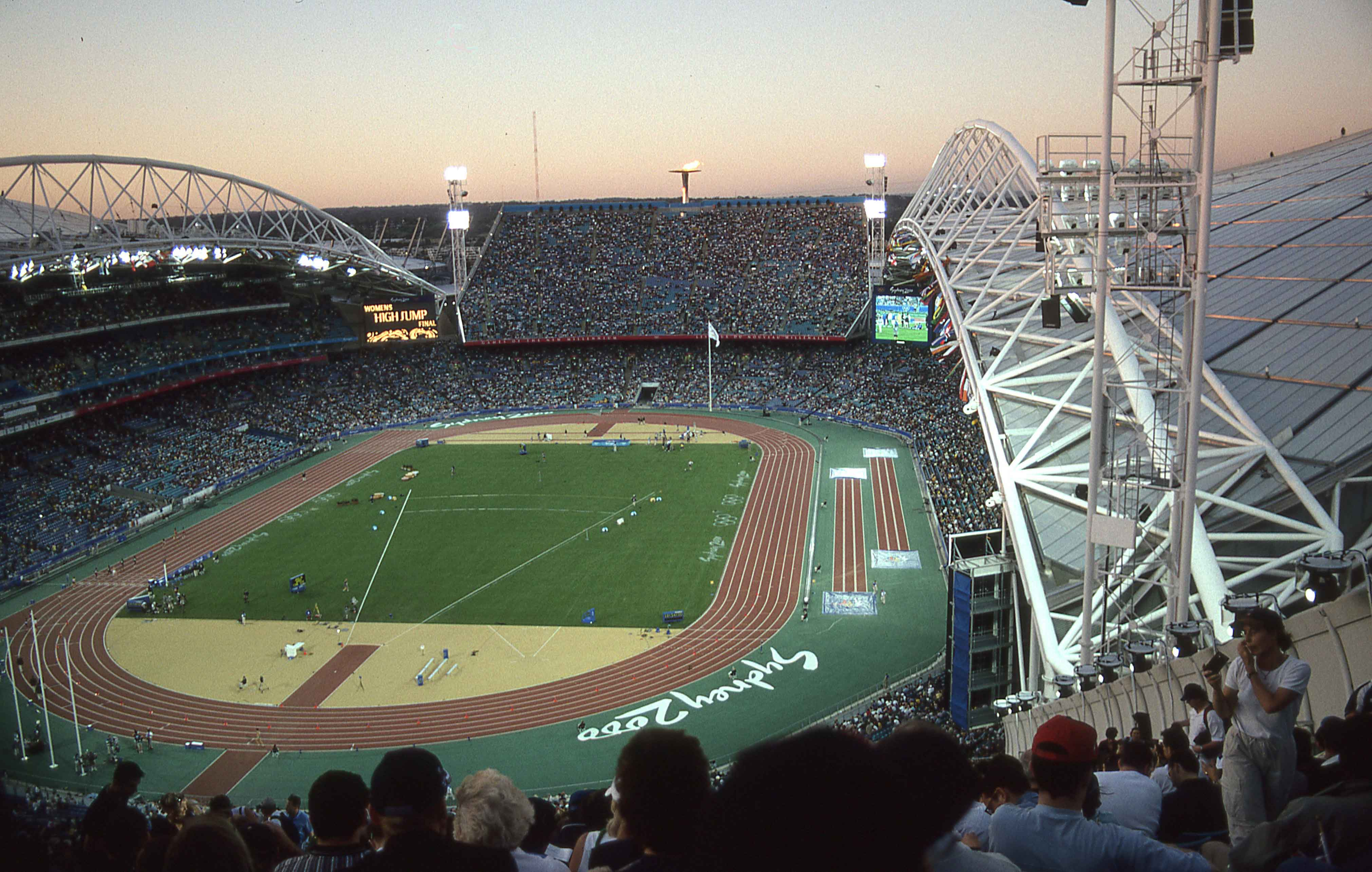
Lo stadio di Sydney durante le Olimpiadi del 2000.

Il 2000 sarà il suo anno più importante. Dopo una stagione ad altissimo livello che lo vide superare più volte i 70 metri, il 3 agosto, a Kaunas, raggiunse la misura di 73,88, seconda prestazione mondiale di sempre, solo 20 centimetri dietro il record mondiale di Jürgen Schult.
Pochi giorni dopo prese parte alle Olimpiadi di Sydney 2000. Superò agevolmente la qualificazione con la terza miglior misura a 67,10. Giunto in finale, al terzo turno di lanci, Lars Riedel, il campione uscente, lanciò il suo disco alla distanza di 68,50; poco dopo il sudafricano Kruger lanciò a 68,19 ma fu Alekna ad andare in testa alla gara con un lancio a 68,73 metri. Al quinto turno Alekna si migliorò ancora con un lancio a 69,30, misura che gli valse il primo titolo olimpico della carriera.

#### Dai mondiali di Edmonton agli europei di Monaco (2001-2002)
Nel 2001, nel corso della stagione outdoor, vinse numerosi meeting internazionali come l'Adidas Oregon Track Classic, il Prefontaine Classic, il Qatar Athletic Super Grand Prix e il Weltklasse Zürich.
Ai Campionati del mondo di Edmonton 2001 si qualificò per la finale con la terza misura a 65,22.
In finale raggiunse la seconda piazza dietro al tedesco Lars Riedel che con questa vittoria conquistò il suo quinto titolo mondiale nel lancio del disco.
Il mese successivo, alla IAAF Grand Prix Final, vinse la gara con un lancio a 64,42 metri.
Il 2002 per Alekna fu una stagione difficile a causa di vari problemi fisici che gli impedirono di lanciare ai livelli degli anni precedenti.
Nell'agosto, agli Europei di Monaco, dopo aver superato la qualificazione della mattina con 64,54, terza miglior misura, si classificò secondo in finale con un lancio a 66,62 metri, alle spalle del solo Róbert Fazekas.

#### Il primo titolo mondiale (2003)

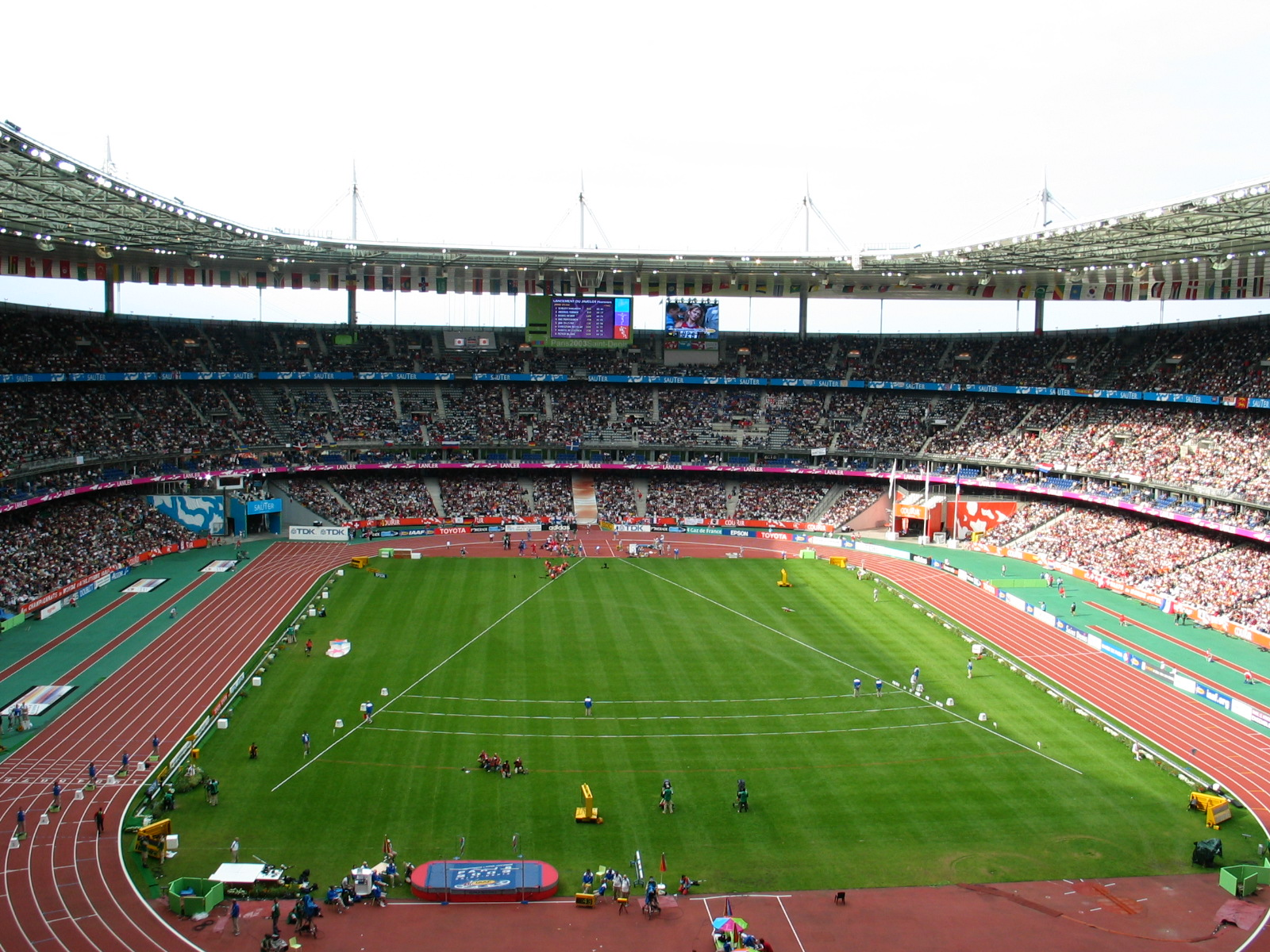
Stade de France nel corso dei Campionati mondiali di Parigi 2003.

Nella stagione 2003, dopo vari "duelli" con l'ungherese Róbert Fazekas, riuscì a raggiungere nel mese di agosto, poco prima dell'inizio dei Campionati del mondo, la misura di 68,95 metri.
Giunto ai campionati mondiali di Parigi, si qualificò per la finale con la miglior prestazione: 68,29 metri.
Giunto in finale grazie ad un lancio a 69,69, suo primato stagionale, conquistò il suo primo titolo mondiale interrompendo così la serie di successi di Lars Riedel, che nell'occasione raggiunse solo il quarto posto.
Sul finire della stagione fu chiamato a partecipare alla IAAF World Athletics Final a Monaco, evento che vede partecipare i migliori 8 atleti al mondo per ogni specialità.
In questa occasione vinse la manifestazione sempre nella gara di lancio del disco con la misura di 68,30.

#### La seconda vittoria olimpica (2004)
Nel corso della stagione 2004, al meeting di Rethymno, riuscì a raggiungere la misura di 70,97 che, oltre a regalargli la vittoria della gara, lo portò in testa nelle classifiche mondiali dell'anno.
Nell'agosto partecipò alle Olimpiadi di Atene come uno dei favoriti alla vittoria della competizione.
Il 21 agosto si disputò la qualificazione del lancio del disco, turno che superò agevolmente con la seconda migliore prestazione a 67,79 metri.
Nel corso della finale Alekna aprì le ostilità con un eccezionale 69,89, ben 49 centimetri meglio del vecchio record olimpico. Ma l'ungherese Róbert Fazekas fece ancora meglio di lui con un sorprendente 70,93 al secondo turno.
Cercando a tutti i costi di sopravanzare il rivale, Alekna incappò in tre nulli consecutivi. Al quinto turno uscì ancora un grande lancio a 69,49 metri che però non servirà ai fini della classifica.
Dopo la fine della competizione, poco prima della cerimonia di premiazione, Fazekas venne squalificato perché scoperto mentre manometteva il suo campione di urine.
Grazie a questa squalifica l'atleta lituano vinse il suo secondo titolo olimpico consecutivo dopo quello conquistato a Sydney.
Sul finire della stagione fu chiamato per la seconda volta a partecipare alla IAAF World Athletics Final.
In questa occasione si classificò quarto con un lancio a 63,64.

#### I mondiali di Helsinki (2005)
Nel corso del 2005, riuscì a conquistare numerose vittorie nei vari meeting internazionali che lo vedevano partecipe.
Ai mondiali di Helsinki, si qualificò per la finale con la miglior misura a 68,79.
In finale Gerd Kanter, con il suo quarto lancio, fu in grado di andare in testa alla gara ma proprio all'ultimo turno di lanci Alekna riuscì a gettare il suo disco alla misura di 70,17, più di un metro oltre all'estone, e a conquistare quindi il suo secondo titolo mondiale.

#### Il primo titolo europeo (2006)
Nel mese di luglio 2006, a Rethymno, riuscì a lanciare fino al 71,08 metri, seconda migliore prestazione nelle liste mondiali dell'anno.
Nei vari Meeting e nelle varie tappe della Golden League che lo videro partecipe riuscì a cogliere sempre la vittoria come ad esempio all'ExxonMobil Bislett Games, al 25º Meeting de Atletismo di Madrid ed al Weltklasse Zürich.
Ai campionati europei di Göteborg (Svezia) si presentò alla manifestazione come uno dei favoriti per la vittoria.
In qualificazione, il suo lancio a 64,53 (seconda miglior misura) lo portò direttamente in finale.
In serata, dopo aver lanciato il suo disco fino alla misura di 68,67, riuscì a conquistare il suo primo titolo europeo davanti all'estone Gerd Kanter.
Sul finire della stagione fu chiamato a partecipare alla IAAF World Athletics Final di Stoccarda.
In questa manifestazione colse per la quarta volta la vittoria con la misura di 68,63.
La settimana successiva prese parte come rappresentante dell'Europa, per la seconda volta in carriera, alla IAAF World Cup.
Grazie ad un lancio a 67,19 conquistò ancora una volta la vittoria.

### Le delusioni

#### Mondiali di Osaka (2007)
Il 2007 è stato un anno eccellente per Alekna. Dopo aver vinto numerosi meeting internazionali, ha lanciato il suo disco più di quattordici volte oltre alla misura di 67,50 e ha superato per ben quattro volte il limite di 70 metri. Con il suo miglior lancio a 71,56 era comunque secondo al mondo, dietro all'estone Gerd Kanter con 72,02.
Alekna era conosciuto per la sua mentalità e per come riusciva sempre a dare il meglio di sé alle manifestazioni più importanti. In breve, secondo le statistiche Virgilijus Alekna ai mondiali di Osaka era l'uomo da battere.
Ma come spesso accade in queste situazioni la realtà si è dimostrata completamente diversa dalle statistiche.
Ad Osaka Alekna fu battuto non solo da Gerd Kanter, ma anche dal tedesco Robert Harting e dall'olandese Rutger Smith.
Tutti e tre gli atleti lanciarono oltre i 66 metri, con Kanter vincitore a 68,94, Harting a 66,68 e Smith a 66,42. Il lituano riuscì a lanciare solo a 65,42 e si dovette quindi accontentare del quarto posto.
Il 22 settembre alla IAAF World Athletics Final si classificò ancora una volta secondo con un lancio a 65,94.

#### Olimpiadi di Pechino (2008)

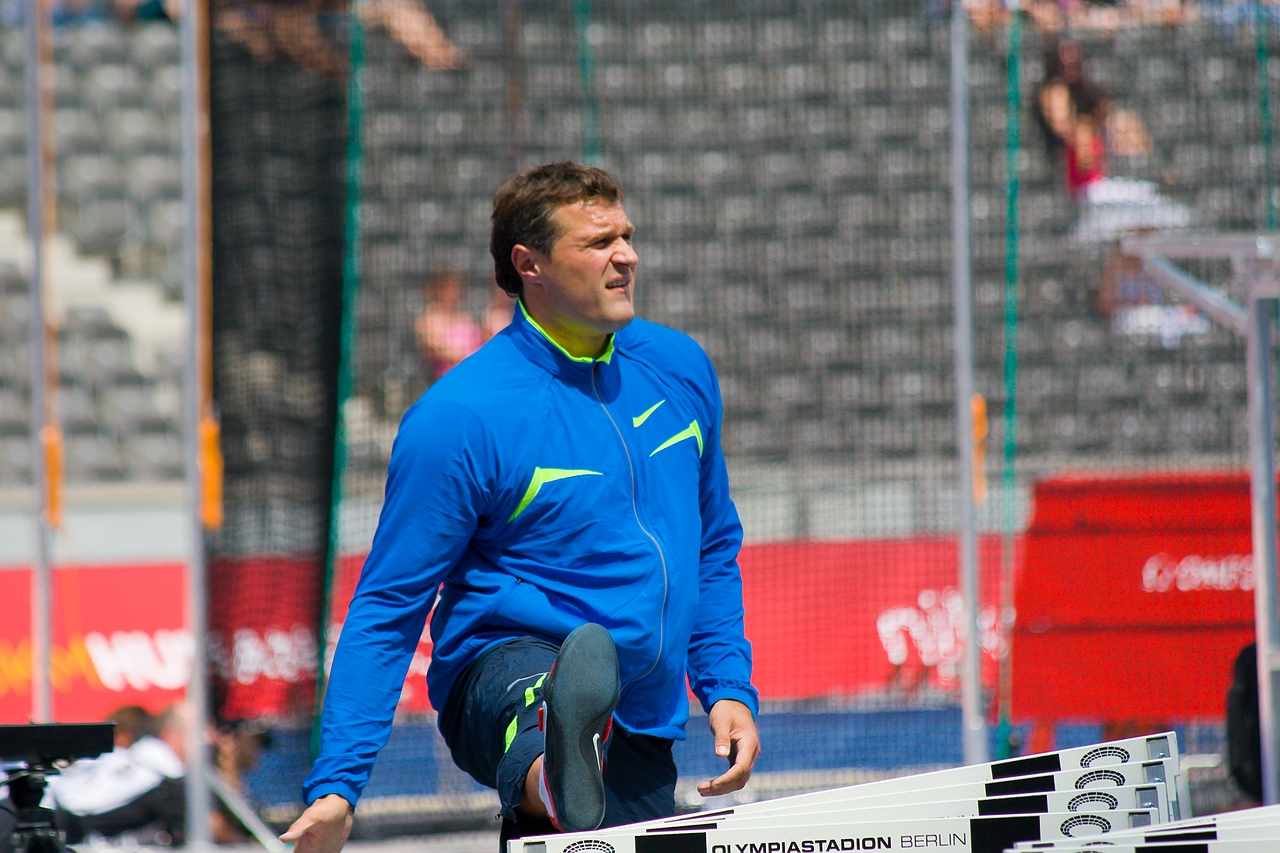
Al Meeting ISTAF di Berlino nel 2008.

Nel corso della stagione all'aperto del 2008, a Turnov (Repubblica Ceca), Alekna superò per l'ennesima volta il limite dei 70 metri raggiungendo la misura di 71,25 metri.
A questo punto si preparò per i giochi olimpici di Pechino 2008.
Dopo essersi qualificato con la misura di 65,84 (seconda misura), in finale, grazie ad un lancio a 67,79 riuscì a vincere il bronzo olimpico dietro al polacco Piotr Małachowski ed all'estone Gerd Kanter.
Nella stessa stagione, alla IAAF World Athletics Final, si è classificato solo ottavo con un lancio a 61,03 metri.

#### Mondiali di Berlino (2009)

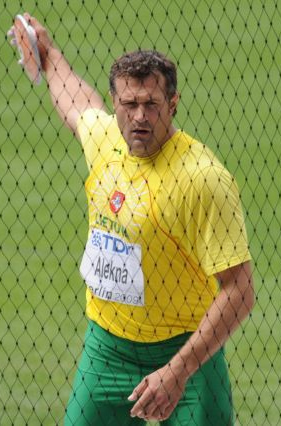
Ai mondiali di Berlino 2009.

Il 9 agosto 2009, a Jurbarkas ha raggiunto la misura di 69,59 metri che lo ha piazzato al secondo posto nelle liste mondiali dell'anno.
Solo una settimana dopo, il 15 agosto, con il risultato di 66,36 ha raggiunto il quarto posto durante i Campionati del mondo in Berlino dietro all'estone Gerd Kanter, al polacco Piotr Małachowski ed al neo-campione mondiale Robert Harting.
Sul finire della stagione ha partecipato ancora una volta alla IAAF World athletics final conquistando, per la quarta volta, la vittoria della competizione con la misura di 67,63.

#### Europei di Barcellona (2010)
Nei primi mesi della stagione 2010, raggiunti ormai i 38 anni, ha fatto molta fatica a lanciare oltre ai 65 metri fernamdosi alla misura di 63,73.
Dopo aver vinto il Rabat Meeting International Mohammed VI, nelle prime due tappe della Golden League a cui prese parte si dovette accontentare dell'ottavo posto al Golden Gala di Roma ed il sesto al Prefontaine Classic di Eugene.
Col passare dei mesi iniziò a migliorare le sue prestazioni raggiungendo 65,33 metri all'Aviva London Grand Prix dove riuscì a conquistare la terza posizione.
Il 1º agosto, ai Campionati europei di Barcellona 2010 ha raggiunto la quinta posizione con un lancio a 64,64 metri.

#### Verso i mondiali di Taegu (2011)
La sua stagione 2011 inizia il 6 maggio al Qatar Athletic Super Grand Prix di Doha, prima tappa della Diamond League, dove riesce a raggiungere la seconda posizione grazie ad un lancio a 65,92 m.
Il mese successivo decide di partecipare al Prefontaine Classic ad Eugene negli stati uniti dove ancora una volta è secondo con la misura di 67,19 m.
Dopo aver colto il terzo posto al Bislett Games di Oslo e il settimo al Meeting Areva, nel mese di luglio, è riuscito a migliorare le sue prestazioni issandosi stabilmente oltre i 67 metri e cogliendo varie vittorie.
Il 24 luglio ha conquistato il suo nono titolo nazionale stabilendo anche il suo primato stagionale a 67,90 metri.
Nelle due settimane successive riuscì a conquistare prima la vittoria al DN Galan e poi all'Aviva London Grand Prix.
Giunto ai Campionati mondiali di Taegu ha superato le qualificazioni con la sesta misura a 64,21 m.
Il giorno successivo, in finale, non ha confermato la sesta posizione lanciando ancora di poco oltre ai 64 metri.
Poco dopo, partecipa al Weltklasse Zürich dove conclude secondo con un lancio a 66,69 m alle spalle del campione del mondo Robert Harting.
Grazie a questo risultato è riuscito ad assicurarsi la vittoria del circuito della Diamond League 2011 nella gara del lancio del disco e, di conseguenza, anche la vittoria di un diamante di quattro carati, del valore approssimativo di 80.000 dollari.

#### I Giochi olimpici di Londra e l'annuncio del ritiro (2012)
Il 27 luglio 2012 è stato portabandiera per la Lituania alla cerimonia di apertura dei Giochi della XXX Olimpiade a Londra.
Qualche giorno dopo, il 6 agosto, scende in pedana per le qualificazioni del lancio del disco passando il turno con la decima misura a 63,88 metri.
Giunto in finale conclude quarto riuscendo a lanciare il suo disco fino a 67,38 metri, a meno di un metro dalla medaglia d'oro vinta dal tedesco Robert Harting.
Il mese successivo, il 12 settembre al Memorial Van Damme di Bruxelles, superati i 40 anni e con alle spalle 20 anni di carriera a livello internazionale, annuncia il suo ritiro dall'attività agonistica.

### Il ritorno

#### I mondiali di Mosca (2013)
Il 16 marzo 2013 Alekna decide di ritornare alle competizioni aprendo la sua stagione in Coppa Europa invernale di lanci a Castellón de la Plana.
Durante la competizione riesce a lanciare fino alla misura di 64,66 metri, a soli 3 centimetri dal tedesco Daniel Jasinski.
Il 12 agosto partecipa ai mondiali di Mosca non superando il turno di qualificazione, lanciando solo a 61,91 metri.

#### Gli europei di Zurigo (2014)
Dopo aver abdicato anche a livello nazionale, lasciando il titolo lituano al giovane Andrius Gudžius, il 12 agosto 2014 prende parte ai campionati europei di Zurigo dove conclude ventunesimo con la misura di 59,35 metri.

## Record nazionali
Virgilijus Alekna ha stabilito diversi record nazionali:

### Seniores
- Lancio del disco 73,88 m ( Kaunas, 3 agosto 2000)

### Master M35
- Lancio del disco, 71,56 m ( Kaunas, 25 luglio 2007)

### Master M40
- Lancio del disco, 70,28 m ( Klaipėda, 23 giugno 2012)

## Progressione

### Lancio del disco
| Stagione | Risultato | Luogo                 | Data      | Rank. Mond. |
| -------- | --------- | --------------------- | --------- | ----------- |
| 2014     | 64,70 m   | Vilnius               | 17-4-2014 | -           |
| 2013     | 64,66 m   | Castellón de la Plana | 16-3-2013 | 28º         |
| 2012     | 70,28 m   | Klaipėda              | 23-6-2012 | 2º          |
| 2011     | 67,90 m   | Kaunas                | 24-7-2011 | 3º          |
| 2010     | 65,33 m   | Londra                | 14-8-2010 | 20º         |
| 2009     | 69,59 m   | Jurbarkas             | 9-8-2009  | 2º          |
| 2008     | 71,25 m   | Turnov                | 20-5-2008 | 2º          |
| 2007     | 71,56 m   | Kaunas                | 25-7-2007 | 2º          |
| 2006     | 71,08 m   | Rethymno              | 21-7-2006 | 2º          |
| 2005     | 70,67 m   | Madrid                | 16-7-2005 | 1º          |
| 2004     | 70,97 m   | Rethymno              | 23-6-2004 | 1º          |
| 2003     | 69,69 m   | Parigi                | 26-8-2003 | 2º          |
| 2002     | 66,90 m   | Rethymno              | 7-7-2002  | 10º         |
| 2001     | 70,99 m   | Stellenbosch          | 30-3-2001 | 1º          |
| 2000     | 73,88 m   | Kaunas                | 3-8-2000  | 1º          |
| 1999     | 68,25 m   | Berlino               | 7-9-1999  | 4º          |
| 1998     | 69,66 m   | Johannesburg          | 12-9-1998 | 2º          |
| 1997     | 67,70 m   | Bellinzona            | 18-8-1997 | 2º          |
| 1996     | 67,82 m   | Rhede                 | 24-5-1996 | 4º          |
| 1995     | 62,78 m   | Tallinn               | 11-6-2005 | 33º         |
| 1994     | 64,20 m   | Kaunas                | 14-5-2004 | 12º         |
| 1993     | 62,84 m   | Palanga               | 28-8-2003 | -           |
| 1992     | 60,86 m   | Opava                 | 6-9-2002  | 77º         |
| 1991     | 57,16 m   | Riga                  | 16-8-2001 | -           |

### Getto del peso
| Stagione | Risultato | Luogo          | Data      | Rank. Mond. |
| -------- | --------- | -------------- | --------- | ----------- |
| 1997     | 19,99 m   | Potchefstroom  | 7-2-1997  | 23º         |
| 1996     | 19,22 m   | L'Alfàs del Pi | 13-4-1996 | -           |

### Getto del peso indoor
| Stagione | Risultato | Luogo   | Data       | Rank. Mond. |
| -------- | --------- | ------- | ---------- | ----------- |
| 2000     | 17,61 m   | Kaunas  | 15-12-2000 | 132º        |
| 1999     | 18,81 m   | Vilnius | 31-1-1999  | 53º         |
| 1997     | 18,90 m   | Parigi  | 7-3-1997   | 44º         |

## Palmarès
| Anno | Manifestazione  | Sede       | Evento           | Risultato | Misura  | Note                                     |
| ---- | --------------- | ---------- | ---------------- | --------- | ------- | ---------------------------------------- |
| 1995 | Mondiali        | Göteborg   | Lancio del disco | 19º       | 59,20 m |                                          |
| 1996 | Olimpiadi       | Atlanta    | Lancio del disco | 5º        | 65,30 m |                                          |
| 1997 | Mondiali indoor | Parigi     | Getto del peso   | 17º       | 18,90 m |                                          |
| 1997 | Mondiali        | Atene      | Lancio del disco | Argento   | 66,70 m |                                          |
| 1998 | Europei         | Budapest   | Lancio del disco | Bronzo    | 66,46 m |                                          |
| 1999 | Mondiali        | Siviglia   | Lancio del disco | 4º        | 67,53 m |                                          |
| 2000 | Olimpiadi       | Sydney     | Lancio del disco | Oro       | 69,30 m |                                          |
| 2001 | Mondiali        | Edmonton   | Lancio del disco | Argento   | 69,40 m |                                          |
| 2002 | Europei         | Monaco     | Lancio del disco | Argento   | 66,62 m |                                          |
| 2003 | Mondiali        | Parigi     | Lancio del disco | Oro       | 69,69 m | Miglior prestazione personale stagionale |
| 2004 | Olimpiadi       | Atene      | Lancio del disco | Oro       | 69,89 m | Record olimpico                          |
| 2005 | Mondiali        | Helsinki   | Lancio del disco | Oro       | 70,17 m | Record dei campionati                    |
| 2006 | Europei         | Göteborg   | Lancio del disco | Oro       | 68,67 m |                                          |
| 2007 | Mondiali        | Osaka      | Lancio del disco | 4º        | 65,24 m |                                          |
| 2008 | Olimpiadi       | Pechino    | Lancio del disco | Bronzo    | 67,79 m |                                          |
| 2009 | Mondiali        | Berlino    | Lancio del disco | 4º        | 66,36 m |                                          |
| 2010 | Europei         | Barcellona | Lancio del disco | 5º        | 64,64 m |                                          |
| 2011 | Mondiali        | Taegu      | Lancio del disco | 6º        | 64,09 m |                                          |
| 2012 | Olimpiadi       | Londra     | Lancio del disco | 4º        | 67,38 m |                                          |
| 2013 | Mondiali        | Mosca      | Lancio del disco | 16º (q)   | 61,91 m |                                          |
| 2014 | Europei         | Zurigo     | Lancio del disco | 21º (q)   | 59,35 m |                                          |

## Campionati nazionali

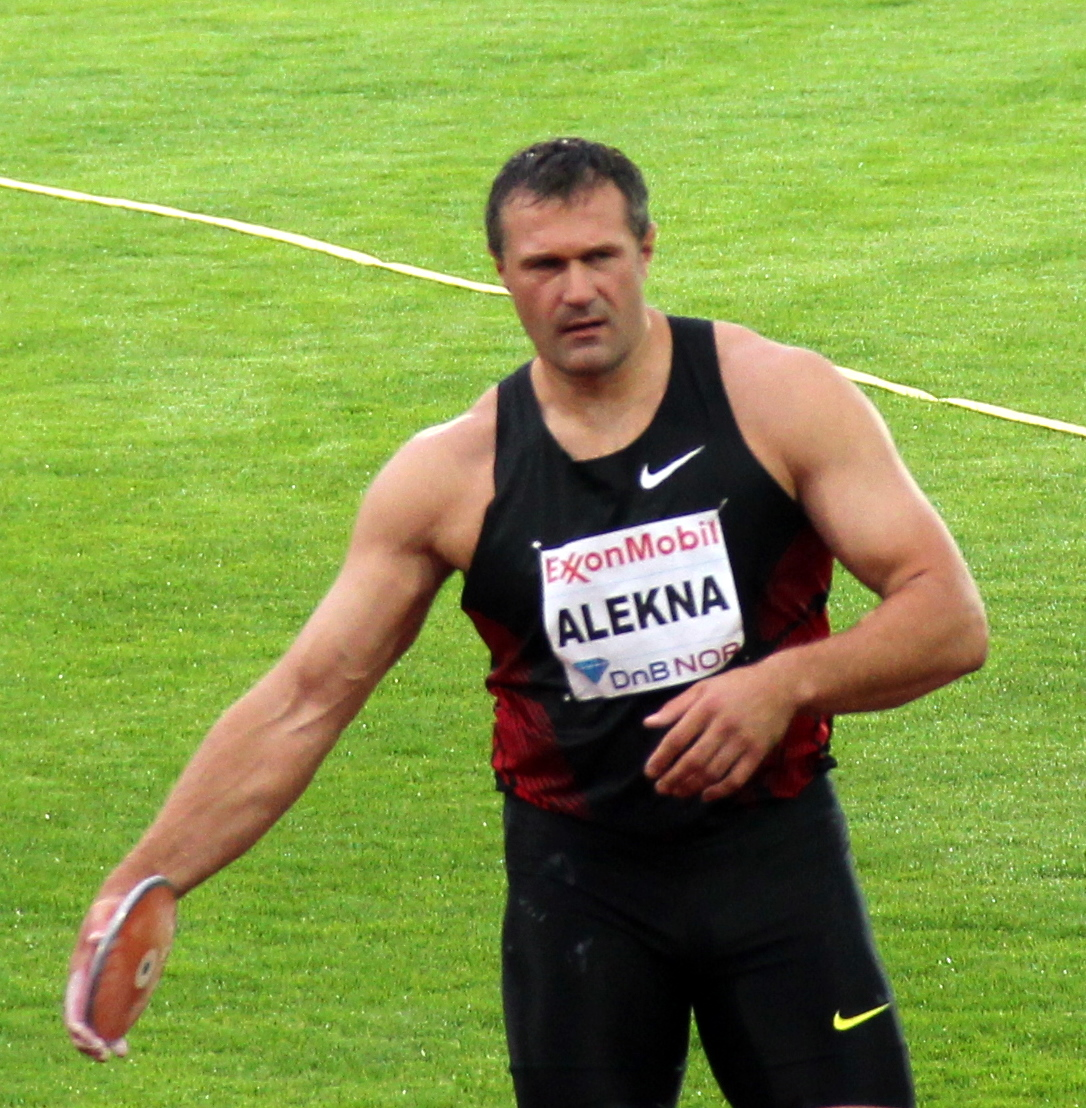
Ai Bislett Games 2011.

- 10 volte campione nazionale nel getto del peso (2000/2005, 2008/2009, 2011/2012)

2000
- Oro ai campionati nazionali lituani, lancio del disco - 73,88 m

2001
- Oro ai campionati nazionali lituani, lancio del disco - 68,20 m

2002
- Oro ai campionati nazionali lituani, lancio del disco - 64,11 m

2003
- Oro ai campionati nazionali lituani, lancio del disco - 67,71 m

2004
- Oro ai campionati nazionali lituani, lancio del disco - 69,25 m

2005
- Oro ai campionati nazionali lituani, lancio del disco - 69,21 m

2008
- Oro ai campionati nazionali lituani, lancio del disco - 67,77 m

2009
- Oro ai campionati nazionali lituani, lancio del disco - 68,44 m

2011
- Oro ai campionati nazionali lituani, lancio del disco - 67,90 m

2012
- Oro ai campionati nazionali lituani, lancio del disco - 67,93 m

2014
- Argento ai campionati nazionali lituani, lancio del disco - 61,43 m

## Altre competizioni internazionali
1997
- Oro al Meeting de Atletismo Siviglia ( Siviglia), lancio del disco - 65,90 m
- Argento al Golden Gala ( Roma), lancio del disco - 66,18 m
- Argento al Weltklasse Zürich ( Zurigo), lancio del disco - 66,44 m
- Oro all'ISTAF Berlin ( Berlino), lancio del disco - 67,70 m
- Oro al British Grand Prix II ( Gateshead), lancio del disco - 64,34 m
- 5º alla Grand Prix Final ( Fukuoka), lancio del disco - 63,76 m

1998
- Argento al Weltklasse Zürich ( Zurigo), lancio del disco - 67,85 m
- Oro all'ISTAF Berlin ( Berlino), lancio del disco - 67,84 m
- Oro in Coppa del mondo ( Johannesburg), lancio del disco - 69,66 m

1999
- Oro al British Grand Prix II ( Gateshead), lancio del disco - 65,91 m
- 4º all'Athletissima ( Losanna), lancio del disco - 65,28 m
- 4º al Golden Gala ( Roma), lancio del disco - 65,96 m
- Argento al Weltklasse Zürich ( Zurigo), lancio del disco - 67,46 m
- Bronzo al Memorial Van Damme ( Bruxelles), lancio del disco - 64,38 m
- Argento all'ISTAF Berlin ( Berlino), lancio del disco - 68,25 m
- Argento alla Grand Prix Final ( Monaco di Baviera), lancio del disco - 66,65 m

2000
- Oro in Coppa Europa ( Kaunas), lancio del disco - 68,29 m
- Oro al Weltklasse Zürich ( Zurigo), lancio del disco - 71,12 m
- Oro al Memorial Van Damme ( Bruxelles), lancio del disco - 68,06 m
- Argento all'ISTAF Berlin ( Berlino), lancio del disco - 69,70 m

2001
- Oro all'Engen Grand Prix Meeting ( Pretoria), lancio del disco - 67,52 m
- Oro al Qatar Athletic Super Grand Prix ( Doha), lancio del disco - 66,81 m
- Oro al Prefontaine Classic ( Eugene), lancio del disco - 67,19 m
- Oro all'Adidas Oregon Track Classic ( Portland), lancio del disco - 66,74 m
- Argento al Meeting de Atletismo Siviglia ( Siviglia), lancio del disco - 68,00 m
- Oro al Weltklasse Zürich ( Zurigo), lancio del disco - 69,95 m
- Oro alla Grand Prix Final ( Melbourne), lancio del disco - 64,42 m

2002
- 4º all'Engen Grand Prix Meeting ( Pretoria), lancio del disco - 62,04 m
- 4º al Meeting de Atletismo Siviglia ( Siviglia), lancio del disco - 64,93 m
- Bronzo in Coppa Europa ( Banská Bystrica), lancio del disco - 67,73 m
- 4º al Weltklasse Zürich ( Zurigo), lancio del disco - 64,83 m

2003
- Argento al Meeting de Atletismo Siviglia ( Siviglia), lancio del disco - 66,21 m
- Oro in Coppa Europa ( Aarhus), lancio del disco - 67,73 m
- Argento al Meeting de Atletismo Madrid ( Madrid), lancio del disco - 66,20 m
- Argento al Weltklasse Zürich ( Zurigo), lancio del disco - 68,95 m
- Oro alla World Athletics Final ( Monaco), lancio del disco - 68,30 m

2004
- Oro ai Bislett Games ( Bergen), lancio del disco - 69,21 m
- Oro al Golden Gala ( Roma), lancio del disco - 68,42 m
- Oro al Meeting Gaz de France ( Saint-Denis), lancio del disco - 70,21 m
- Argento al Weltklasse Zürich ( Zurigo), lancio del disco - 69,21 m
- Oro al Memorial Van Damme ( Bruxelles), lancio del disco - 69,03 m
- Oro all'ISTAF Berlin ( Berlino), lancio del disco - 68,12 m
- 4º alla World Athletics Final ( Monaco), lancio del disco - 63,64 m

2005
- Oro agli FBK Games ( Hengelo), lancio del disco - 69,57 m
- Oro al Meeting de Atletismo Siviglia ( Siviglia), lancio del disco - 68,05 m
- Oro all'Athletissima ( Losanna), lancio del disco - 70,53 m
- Oro al Meeting de Atletismo Madrid ( Madrid), lancio del disco - 70,67 m
- Oro al Weltklasse Zürich ( Zurigo), lancio del disco - 68,00 m
- Oro al Norwich Union Super Grand Prix ( Sheffield), lancio del disco - 69,22 m
- Oro alla World Athletics Final ( Monaco), lancio del disco - 67,64 m

2006
- Oro al Prefontaine Classic ( Eugene), lancio del disco - 67,97 m
- Oro ai Bislett Games ( Oslo), lancio del disco - 68,39 m
- Oro all'Athens Grand Prix Tsiklitiria ( Atene), lancio del disco - 69,36 m
- Oro al Meeting de Atletismo Madrid ( Madrid), lancio del disco - 68,05 m
- Oro al Weltklasse Zürich ( Zurigo), lancio del disco - 68,51 m
- Oro al Meeting di Tallinn ( Tallinn), lancio del disco - 69,30 m
- Oro alla World Athletics Final ( Stoccarda), lancio del disco - 68,63 m
- Oro in Coppa del mondo ( Atene), lancio del disco - 67,19 m

2007
- Oro al Qatar IAAF World Super Tour ( Doha), lancio del disco - 68,51 m
- Oro ai Bislett Games ( Oslo), lancio del disco - 70,51 m
- Oro all'Athens Grand Prix Tsiklitiria ( Atene), lancio del disco - 70,43 m
- Oro al Meeting de Atletismo Madrid ( Madrid), lancio del disco - 68,74 m
- Argento alla World Athletics Final ( Stoccarda), lancio del disco - 65,94 m

2008
- Bronzo agli FBK Games ( Hengelo), lancio del disco - 66,82 m
- Argento all'ISTAF Berlin ( Berlino), lancio del disco - 69,12 m
- Argento al Meeting de Atletismo Madrid ( Madrid), lancio del disco - 67,00 m
- 8º alla World Athletics Final ( Stoccarda), lancio del disco - 61,03 m

2009
- 6º all'ISTAF Berlin ( Berlino), lancio del disco - 64,06 m
- Oro al Meeting de Atletismo Madrid ( Madrid), lancio del disco - 67,20 m
- Oro alla World Athletics Final ( Salonicco), lancio del disco - 67,63 m
- Oro alla Pedros Cup ( Stettino), lancio del disco - 68,53 m

2010
- 5º agli FBK Games ( Hengelo), lancio del disco - 62,15 m
- Oro al Meeting international Mohammed VI d'athlétisme ( Rabat), lancio del disco - 61,75 m
- 8º al Golden Gala ( Roma), lancio del disco - 63,47 m
- 6º al Prefontaine Classic ( Eugene), lancio del disco - 63,55 m
- 4º all'Herculis ( Monaco), lancio del disco - 65,26 m
- Bronzo al London Grand Prix ( Londra), lancio del disco - 65,33 m
- 7º al Weltklasse Zürich ( Zurigo), lancio del disco - 64,39 m

2011
- Argento al Doha Diamond League ( Doha), lancio del disco - 65,92 m
- 4º al Meeting Förderverein Brandberge ( Halle), lancio del disco - 64,63 m
- Argento al Prefontaine Classic ( Eugene), lancio del disco - 67,19 m
- Bronzo ai Bislett Games ( Oslo), lancio del disco - 64,00 m
- 7º al Meeting Areva ( Saint-Denis), lancio del disco - 63,74 m
- Oro al Meeting Vardinoyiannia ( Retimo), lancio del disco - 67,88 m
- Oro al Meeting di Padova ( Padova), lancio del disco - 67,05 m
- Oro al DN Galan ( Stoccolma), lancio del disco - 65,05 m
- Oro al London Grand Prix ( Londra), lancio del disco - 66,71 m
- Argento al Weltklasse Zürich ( Zurigo), lancio del disco - 66,69 m
- Bronzo all'ISTAF Berlin ( Berlino), lancio del disco - 65,08 m
- Vincitore della Diamond League nella specialità del lancio del disco (17 punti)

2012
- 7º al Doha Diamond League ( Doha), lancio del disco - 63,99 m
- Argento agli FBK Games ( Hengelo), lancio del disco - 65,62 m
- Argento al Golden Gala ( Roma), lancio del disco - 66,31 m
- Oro al Meeting Lille Metropole ( Lilla), lancio del disco - 69,04 m
- Argento al London Grand Prix ( Londra), lancio del disco - 63,71 m
- 5º all'Athletissima ( Losanna), lancio del disco - 64,34 m
- Bronzo al Birmingham Grand Prix ( Birmingham), lancio del disco - 65,63 m
- Argento all'ISTAF Berlin ( Berlino), lancio del disco - 66,63 m
- Bronzo al Memorial Van Damme ( Bruxelles), lancio del disco - 65,78 m

2013
- Argento in Coppa Europa invernale di lanci ( Castellón de la Plana), lancio del disco - 64,66 m
- 9º ai London Anniversary Games ( Londra), lancio del disco - 62,94 m
- Argento ai Gugl Games ( Linz), lancio del disco - 61,06 m
- 9º al Weltklasse Zürich ( Zurigo), lancio del disco - 61,06 m
- 7º all'ISTAF Berlin ( Berlino), lancio del disco - 60,86 m

2014
- 4º al Hallesche Halplus Werfertage ( Halle), lancio del disco - 65,76 m
- 5º al Ludvik Danek Memorial ( Turnov), lancio del disco - 61,08 m
- 6º al Meeting Anhalt ( Dessau), lancio del disco - 62,09 m
- 7º all'ISTAF Berlin ( Berlino), lancio del disco - 61,84 m

## Attività extra-sportive e vita privata

### Carriera politica
Nel maggio del 2016, Alekna annunciò di partecipare alle elezioni del Parlamento lituano che si sono tenute nell'ottobre 2016, nelle liste del Movimento dei Liberali della Repubblica di Lituania.
Pur essendo stato sconfitto nella sua sezione elettorale, è stato comunque eletto attraverso la lista elettorale del partito, dove si è classificato secondo.

## Riconoscimenti
- Il 23 novembre 2007 Alekna è stato nominato dall'UNESCO Campione per lo sport.
- Ha vinto nel 2005 il premio European Athlete of the Year Trophy come miglior atleta maschile dell'anno
- Nel 2000 è stato nominato da Track and Field News atleta dell'anno.